# UFC on ESPN: Jacaré vs. Hermansson
UFC on ESPN: Jacaré vs. Hermansson (conosciuto anche come UFC Fight Night 150 oppure UFC on ESPN+ 8) è stato un evento di arti marziali miste tenuto dalla Ultimate Fighting Championship il 27 aprile 2019 al BB&T Center di Sunrise, negli Stati Uniti d'America.

## Risultati
|                          | Divisione             |                   |                 |                  | Metodo                                      | Round           | Tempo           | Premio          |
| Card Principale          | Card Principale       | Card Principale   | Card Principale | Card Principale  | Card Principale                             | Card Principale | Card Principale | Card Principale |
| ------------------------ | --------------------- | ----------------- | --------------- | ---------------- | ------------------------------------------- | --------------- | --------------- | --------------- |
|                          | Pesi medi             | Jack Hermansson   | batte           | Ronaldo Souza    | Decisione unanime (49-46, 48-47, 48-47)     | 5               | 5:00            |                 |
|                          | Pesi massimi          | Greg Hardy        | batte           | Dmitry Smolyakov | KO tecnico (pugni)                          | 1               | 2:15            |                 |
|                          | Pesi welter           | Mike Perry        | batte           | Alex Oliveira    | Decisione unanime (29-28, 29-28, 29-28)     | 3               | 5:00            | FOTN            |
|                          | Pesi mediomassimi     | Glover Teixeira   | batte           | Ion Cuțelaba     | Sottomissione (rear-naked choke)            | 2               | 3:37            | POTN            |
|                          | Pesi gallo            | Cory Sandhagen    | batte           | John Lineker     | Decisione non unanime (28-29, 29-28, 29-28) | 3               | 5:00            |                 |
|                          | Pesi leggeri          | Roosevelt Roberts | batte           | Thomas Gifford   | Decisione unanime (30-27, 30-27, 30-27)     | 3               | 5:00            |                 |
| Card Preliminare (ESPN)  |                       |                   |                 |                  |                                             |                 |                 |                 |
|                          | Pesi welter           | Takashi Sato      | batte           | Ben Saunders     | KO tecnico (gomitate e pugni)               | 2               | 1:18            |                 |
|                          | Pesi massimi          | Augusto Sakai     | batte           | Andrei Arlovski  | Decisione non unanime (28-29, 29-28, 29-28) | 3               | 5:00            |                 |
|                          | Pesi paglia femminili | Carla Esparza     | batte           | Virna Jandiroba  | Decisione unanime (30-27, 29-28, 29-28)     | 3               | 5:00            |                 |
|                          | Pesi leggeri          | Gilbert Burns     | batte           | Mike Davis       | Sottomissione (rear-naked choke)            | 2               | 4:15            |                 |
| Card Preliminare (ESPN2) |                       |                   |                 |                  |                                             |                 |                 |                 |
|                          | Pesi leggeri          | Jim Miller        | batte           | Jason Gonzalez   | Sottomissione (rear-naked choke)            | 1               | 2:12            | POTN            |
|                          | Pesi paglia femminili | Angela Hill       | batte           | Jodie Esquibel   | Decisione unanime (29-28, 30-27, 30-27)     | 3               | 5:00            |                 |
|                          | Pesi paglia welter    | Dhiego Lima       | batte           | Court McGee      | Decisione non unanime (30-27, 28-29, 29-28) | 3               | 5:00            |                 |

## Premi
I lottatori premiati ricevettero un bonus di 50.000 dollari.
Legenda:
- FOTN: Fight of the Night (vengono premiati entrambi gli atleti per il miglior incontro dell'evento)
- POTN: Performance of the Night (viene premiato il vincitore per la migliore performance dell'evento)